# Bruce Gowers
Bruce Gowers (* 21. Dezember 1940 in New Kilbride; † 15. Januar 2023 in Santa Monica, Kalifornien) war ein britischer Filmregisseur, der unter anderem bei der Produktion der US-Fernsehshow American Idol mitwirkte. Er kehrte 2009 in das Produktionsteam zurück, nachdem er 2008 aufgrund eines Streits mit Nigel Lythgoe das Team verlassen hatte.
Geboren im schottischen New Kilbride besuchte er die Latymer School in Edmonton und danach das Training College der BBC. Er begann seine Laufbahn bei der BBC, wo er vom Kabelzieher über Arbeiten als Kameramann bis hin zum Produktionsmanager verschiedene Positionen durchlief. Er arbeitete danach in Produktions- und Regiezusammenhängen. In den 1970er Jahren ging er in die Vereinigten Staaten. Für seine Arbeit als Regisseur von Musikvideos wurde er vielfach ausgezeichnet.
Sein erstes Musikvideo drehte Gowers für die Rockband Queen und deren Lied Bohemian Rhapsody und erlangte damit internationale Beachtung. 1986 wurde er als Regisseur für Huey Lewis & The News: The Heart of Rock 'n Roll mit dem Grammy Award for Best Music Video, Long Form ausgezeichnet.
Gowers starb im Alter von 82 Jahren an den Folgen einer akuten Atemwegsinfektion. Er war zum dritten Mal verheiratet und Vater einer Tochter und eines Sohnes.

## Videos
Nachfolgende Liste stellt eine Auswahl von Musikvideos dar, die unter der Leitung Gowers’ entstanden sind:
- Genesis – Robbery, Assault and Battery (1976)
- Genesis – Ripples (1976)
- Genesis – A Trick of the Tail (1976)
- Huey Lewis and the News – The Heart of Rock & Roll (1984)
- Prince – Controversy (1981)
- Prince – Sexuality (1981)
- Prince – 1999 (1982)
- Prince – Let’s Pretend We’re Married (1983)
- Prince – Automatic (1983)
- Queen – Bohemian Rhapsody (1975)
- Queen – You’re My Best Friend (1976)
- Queen – Somebody to Love (1976)
- Queen – Tie Your Mother Down (1977)
- Tony Christie and Peter Kay – Amarillo (2005)